# Tetracentrum
Tetracentrum is een geslacht van straalvinnige vissen uit de familie van de Aziatische glasbaarzen (Ambassidae).

## Soorten
- Tetracentrum apogonoides (Bleeker, 1851).
- Tetracentrum caudovittatus (Norman, 1935).
- Tetracentrum honessi (Schultz, 1945).